# Rosa bracteata
Rosa bracteata o rosa de Macartney, es un arbusto de la familia de las rosáceas. Esta especie se clasifica dentro de la sección de las Bracteatae , del subgénero Eurosa. Es originaria de la zona sur de China, de Taiwán y Japón (islas Ryukyu).
Este rosal fue introducido en Inglaterra en 1793 por Lord Macartney. Se ha naturalizado en el sureste de los Estados Unidos.

## Descripción
Arbusto de una altura de 4 metros, con tallos arqueados que están armados con espinas curvadas dispuestas en pares. 
Las hojas son persistentes y constan de 5 a 9 foliolos elípticos de 2 a 5 cm de longitud, con los bordes dentados.
Las flores son de color blanco, sedosas, simples, de 5 a 7 cm de diámetro, se presentan en solitario. Su centro, amarillo naranja, se compone de muchos estambres. Emiten un olor a limón. El cáliz está rodeado de grandes brácteas de hojas verdes, de ahí el adjetivo específico bracteata. Su floración es continua dando lugar a los frutos cinorrodones que tienen 3 cm de diámetro.

## Distribución y hábitat
Se extiende por el sur de China. Habita en setos, matorrales, pistas abiertas, al lado de corrientes de agua, bordes de carreteras; entre 0 a 300 m s. n. m. en las  provincias de Fujian, Guizhou, Hunan, Jiangsu, Jiangxi, Yunnan.
Fue introducida a los horticultores occidentales para su cultivo por Lord Macartney por lo que se conoce como « Macartney'rose ».

## Mutaciones e híbridos
A diferencia de muchas otras rosas de China que llegaron a Europa durante los siglos XVIII y XIX después de haber dado numerosos híbridos, esta especie no juega un papel importante en la creación de nuevos cultivares.
- Rosa bracteata existe en el sur de China bajo las dos especies (mutación?) y se ha naturalizado en el sureste de Estados Unidos
- sólo quedan dos híbridos conocidos :
  - Rosa × leonida o 'Alba odorata' un escalada de flores blancas dobles, Rosa bracteata × Rosa lævigata ;
  - 'Mermaid', rosal de escalada con grandes flores simples con las flores de color amarillo canario a partir de julio hasta el otoño, es la única que se sigue cultivando. Es Rosa bracteata × rosal de té amarilla con flores dobles.

## Taxonomía

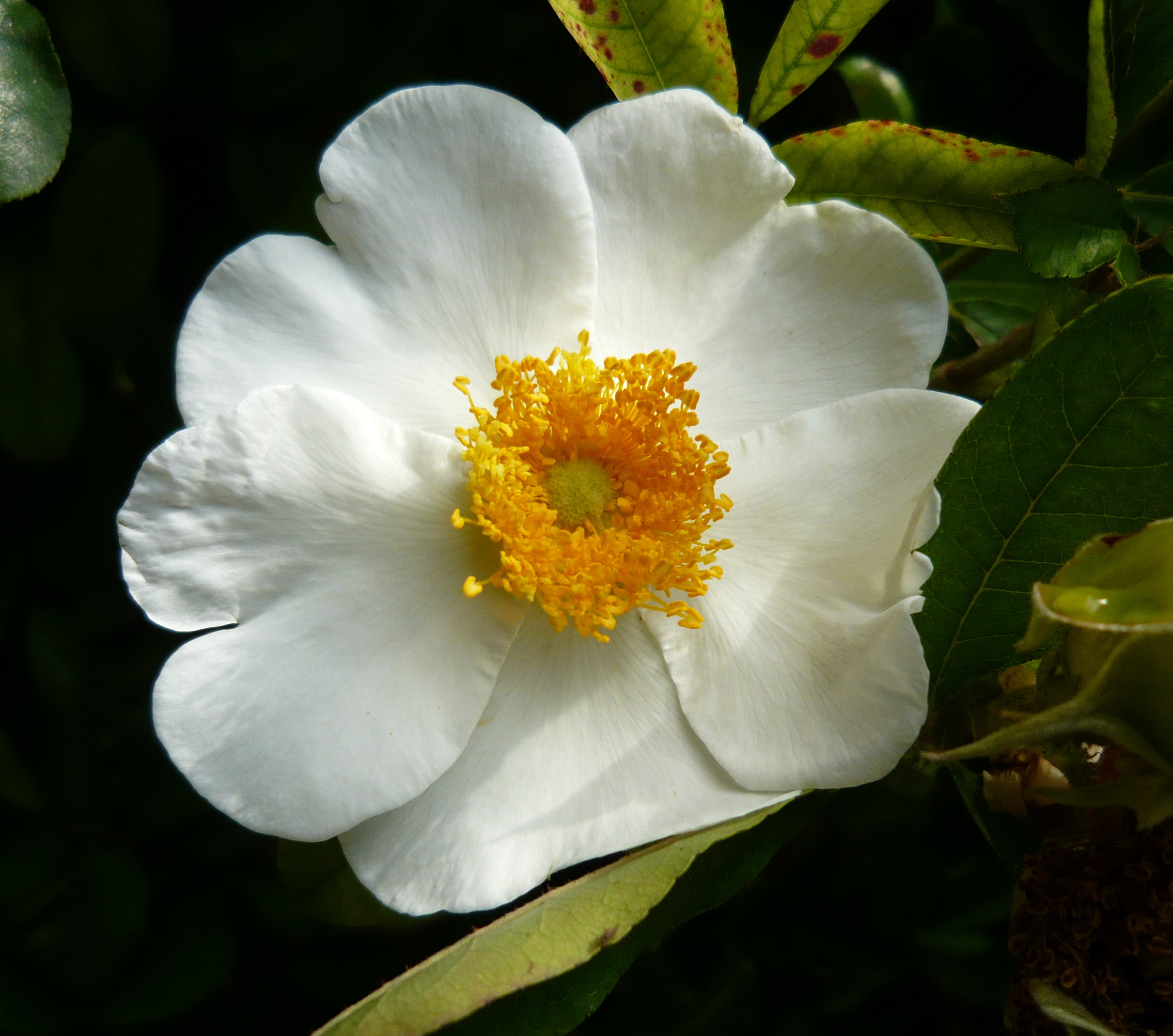
Rosa bracteata

Rosa bracteata fue descrita en 1798 por Johann Christoph Wendland, 1798 y publicado en el "Botanische Beobachtungen" 50. 1798. (Bot. Beob.)
Etimología
Rosa: nombre genérico que proviene directamente y sin cambios del latín rosa que deriva a su vez del griego antiguo rhódon, , con el significado que conocemos: «la rosa» o «la flor del rosal»
bracteata: epíteto debido a que su cáliz está rodeado de grandes brácteas de hojas verdes.
Sinonimia
- Rosa macartnea Dumont de Courset,
- Rosa sinica var. braamiana Regel

VariedadesRosa bracteata J.C.Wendl. var. bracteata - Rosa bracteata var. scabriacaulis Lindl. ex Koidzumi